# Жёлто-зелёный лорикет
Жёлто-зелёный лорикет (лат. Saudareos flavoviridis) — птица отряда попугаеобразных.

## Внешний вид
Длина тела 21 см, крыла — 11—12,5 см. Основная окраска оперения зелёная. Лоб и темя оливково-жёлтые; кроющие перья уха, щёки и подбородок тёмно-зелёные, каждое перо с жёлтой каймой. На затылке коричневатая полоса; перья на горле, груди и животе жёлтые с тёмно-зелёным окаймлением; подхвостье тускло-жёлтое. Окологлазное кольцо узкое беловатое. Радужка желтовато-оранжевая. Ноги серые. Клюв оранжевый.

## Распространение
Эндемик островов Сула, входящих в состав Молуккских островов (Индонезия).

## Образ жизни
Населяют субтропические и влажные тропические леса.